# Surinaamse Badminton Bond
Der Surinaamse Badminton Bond (SBB) ist die oberste nationale administrative Organisation in der Sportart Badminton in Suriname. 

## Geschichte
Der Surinaamse Badminton Bond wurde am 16. November 1958 gegründet, im Februar 1965 assoziiertes und im Juni 1965 ordentliches Mitglied im Weltverband IBF. Der Verband wurde 1976 Gründungsmitglied im kontinentalen Dachverband Badminton Pan Am, damals noch unter dem Namen Pan American Badminton Confederation firmierend. Nationale Meisterschaften werden seit 1966 ausgetragen. Der Sitz des Verbandes befindet sich in Paramaribo. Der Verband gehört dem Nationalen Olympischen Komitee an.

## Bedeutende Veranstaltungen, Turniere und Ligen
- Suriname International
- Einzelmeisterschaften
- Mannschaftsmeisterschaft
- Juniorenmeisterschaft
- Turniere des National Badminton Circuit Suriname

## Bedeutende Persönlichkeiten
- Marco Ligtvoet, Präsident
- Dino Kappel, ehemaliger Präsident
- Charlene Soerodimedjo, ehemalige Präsidentin
- Redon Coulor, ehemaliger  Präsident, mehrfacher nationaler Meister
- Sören Opti, dritter Olympiateilnehmer für Suriname im Badminton, mehrfacher nationaler Meister und Juniorenmeister
- Aubrey Nai Chung Tong, ehemaliger Präsident
- Crystal Leefmans, mehrfache nationale Meisterin
- Perry Chong, Gründer des Kong Ngie Tong Sang Badminton Club (KNTS BC)
- Virgil Soeroredjo, zweiter Olympiateilnehmer für Suriname im Badminton und mehrfacher nationaler Meister
- Mitchel Wongsodikromo, mehrfacher nationaler Meister, Trainer
- Glynis Darmohoetomo (Tjon Eng Soe), langjährige Generalsekretärin des Verbandes und Vorsitzende des BC Perfect Flying Feathers (PFF)
- Rinia Haynes, ehemalige Präsidentin und mehrfache nationale Meisterin, Bundestrainerin, Team-Managerin, und langjährige Vorsitzende der Sociaal Culturele Vereniging Uitvlugt (SCVU)
- Oscar Brandon, erster Olympiateilnehmer für Suriname im Badminton und mehrfacher nationaler Meister, Bundestrainer und Team-Manager
- Nardi Soerodimedjo, ehemaliger Team-Manager und PR-Offizieller
- Ansjari Somedjo, ehemaliger Präsident und Gründer des BC Clear Shot und Badminton club Magic Strikers
- Hedwig de La Fuente, mehrfacher nationaler Meister
- Olivia Wijntuin, mehrfache nationale Meisterin, Verbandsvorstandsmitglied und Vorsitzende des BC Golden Eagles
- Ferdinand Kramer, Offizieller und ehemaliger Vorsitzender des BC Paramaribo
- Mike van Daal, ehemaliger Präsident, Bundestrainer, Gründer der Sport Vereniging Strijd en Overwinning (SV STENOV) und mehrfacher nationaler Meister
- Sonja Leckie, mehrfache nationale Meisterin
- Otmar Arti Kersout, mehrfacher nationaler Meister, Bundestrainer und langjährige Vorsitzender des BC Tsang Ngen Foei (TNF)
- Erwin Pollard, ehemaliger Bundestrainer, Gründer und langjährige Vorsitzender des BC Zwakstroom
- Ro Pocorni, ehemaliger Präsident
- Lilian Bendter, mehrfache nationale Meisterin
- Romeo Ebeciljo Caster, mehrfacher nationaler Meister
- Gerard Boijmans, Gründer und Ehrenvorsitzender
- Rene Fernandes, Gründer und erster Schatzmeister des Surinamischen Badmintonverbandes